# 紀州 (甘粛省)
紀州（きしゅう）は、中国にかつて存在した州。隋代に現在の甘粛省秦安県一帯に設置された。
西魏により設置された北秦州を前身とする。北秦州は安陽郡に属する安陽・烏水の2県を管轄した。後に北秦州は交州と改称された。583年（開皇3年）、隋が郡制を廃すると、交州の属郡の安陽郡は廃止された。598年（開皇18年）、交州は紀州と、安陽県は長川県と改称された。605年（大業元年）に紀州と烏水県が廃止され、長川県は渭州に移管された。